# Rosa 'Molineux'
Rosa 'Molineux' — сорт Современных садовых роз (англ. Modern Roses) класса Шрабы (англ. Shrub).
'Molineux' был первым из сортов Дэвида Остина получившим премию Королевского садоводческого общества.
Сорт назван в честь футбольной команды Вулверхэмптон Уондерерс (Wolverhampton Wanderers Football Club), чей домашний стадион называется Молинью (Molineux).

## Биологическое описание
Высота куста 60—90 см. Куст ветвистый, прямостоячий. 
Листья большие, кожистые.
Цветки в некрупных соцветиях, насыщенно-жёлтые, около 6,9 см в диаметре, махровые. 
Аромат чайных роз с нотками мускуса. 
Лепестков 110—120.
Цветение на протяжении всего сезона.

## В культуре
Зоны морозостойкости (USDA-зоны): от 5b до 10b.
Цветки почти не поникают под своим весом.

## Болезни и вредители
Сорт устойчив к болезням и дождю.